# Paracassidina wurrook
Paracassidina wurrook är en kräftdjursart som beskrevs av Bruce1994. Paracassidina wurrook ingår i släktet Paracassidina och familjen klotkräftor. Inga underarter finns listade i Catalogue of Life.